# Концерт

Cover des Albums Концерт

Концерт (kyrillisch für Konzert, sprich kɒnˈtsɛrt; deutsch Konzert) ist das zweite Live-Album des US-amerikanischen Musikers Billy Joel. Es wurde im Rahmen von Joels Tournee durch die Sowjetunion 1987 aufgenommen und im Oktober desselben Jahres veröffentlicht.

## Hintergrund
1987 ging Billy Joel als erster amerikanischer Rockmusiker in der Sowjetunion auf Tournee. Das Live-Album Концерт ist ein Zusammenschnitt der sechsteiligen Konzertreihe, die den Musiker zudem zum Titel Leningrad inspirierte, der auf seinem nächsten Studioalbum Storm Front erschien.
Auf dem Album sind des Weiteren verschiedene von Joel auf der Tour gespielte Titel anderer Künstler enthalten, von denen Back in the U.S.S.R. von den Beatles als Single veröffentlicht wurde.

## Titelliste
1. Odoya (traditionell) – 1:17
2. Prelude/Angry Young Man (Joel) – 5:23
3. Honesty (Joel) – 3:58
4. Goodnight Saigon (Joel) – 7:20
5. Stiletto (Joel) – 5:09
6. Big Man on Mulberry Street (Joel) – 7:17
7. Baby Grand (Joel) – 6:09
8. An Innocent Man (Joel) – 6:09
9. Allentown (Joel) – 4:22
10. A Matter of Trust (Joel) – 5:09
11. Only the Good Die Young (Joel) – 3:31
12. Sometimes a Fantasy (Joel) – 3:38
13. Uptown Girl (Joel) – 3:08
14. Big Shot (Joel) – 4:44
15. Back in the U.S.S.R. (Lennon/McCartney) – 2:43
16. The Times They Are A-Changin’ (Bob Dylan) – 2:55